# Silene farsistanica
Silene farsistanica är en nejlikväxtart som beskrevs av Melzh. Silene farsistanica ingår i släktet glimmar, och familjen nejlikväxter. Inga underarter finns listade i Catalogue of Life.